# André Pratte
Pour les articles homonymes, voir Pratte.
André Pratte, né le 12 mai 1957 à Québec, est un journaliste et sénateur canadien du Québec.
Il est l'éditorialiste en chef du journal montréalais La Presse de 2001 à 2015. De 2016 à 2019, il représente la division sénatoriale De Salaberry au Sénat du Canada.

## Biographie
André Pratte complète des études en science politique à l’Université de Montréal en 1980. Avant même de décrocher son diplôme, il devient employé de la station de radio francophone CKAC, à Montréal, où il occupe, entre 1979 et 1986, les postes de rédacteur, reporter, correspondant parlementaire à Ottawa et directeur adjoint de l’information.
C’est en 1986 qu’André Pratte passe à la presse écrite, pour le quotidien québécois La Presse, à l’emploi duquel il sera jusqu’en 2015. Il y occupera les postes de chroniqueur, directeur des pages politiques et éditorialiste en chef (2001-2015).
En 1994, il est suspendu à la suite de la publication de sa chronique « Tout est pourri », dans laquelle il critique Power Corporation, alors propriétaire de La Presse. Après des pressions du Syndicat des journalistes du quotidien, André Pratte réintègre ses fonctions.
En 2009, il participe à la fondation du réseau québécois l'Idée fédérale, un groupe de réflexion non partisan dont les travaux portent sur le fédéralisme. Il en sera le président du conseil d’administration jusqu’à son départ, annoncé à la fin de l’année 2014.
André Pratte est le fils d’Yves Pratte (1925-1988), avocat, président d’Air Canada (1968-1975), juge à la Cour suprême du Canada (1977-1979) et membre des conseils d’administration de Power Corporation et de Financière Power. Son frère est Guy Pratte, avocat des barreaux du Québec et de l’Ontario et associé au sein du cabinet Borden Ladner Gervais.

## Sénat du Canada
André Pratte est nommé sénateur le 18 mars 2016. Il fait partie de la première vague de sénateurs indépendants désignés par le premier ministre libéral Justin Trudeau, après une réforme du processus de nomination qui visait à rendre le Sénat moins partisan.
Le sénateur André Pratte a parrainé quatre projets de loi à la chambre haute :
- 2016 : C-10, Loi modifiant la Loi sur la participation publique au capital d'Air Canada et comportant d'autres mesures[5]
- 2017 : C-30, Loi de mise en œuvre de l’Accord économique et commercial global entre le Canada et l’Union européenne[6]
- 2018 : C-86, Loi no 2 d’exécution du budget de 2018[7]
- 2019 : C-71, Loi modifiant certaines lois et un règlement relatifs aux armes à feu[8]

Il a été le vice-président du Comité sénatorial permanent des finances nationales, en plus d’être membre des comités sénatoriaux des affaires juridiques et constitutionnelles et de la sécurité nationale et de la défense.
Dans une lettre rédigée le 10 octobre 2019 et adressée à la gouverneure générale du Canada, il annonce sa démission prenant effet le 21 octobre 2019 à 21 h 30, soit à la fermeture des bureaux de scrutin de la campagne électorale fédérale.

## Publications
Outre ses articles dans La Presse, André Pratte a publié plusieurs livres sur la politique, le journalisme et l'histoire. Son premier livre, Le Syndrome de Pinocchio, dans lequel il se penche sur le mensonge en politique, est dénoncé par les membres de l'Assemblée nationale du Québec : une émission à laquelle il avait participé et qui s'était basé sur son livre reçoit une motion de blâme le 19 mars 1997,.
Il est l’un des signataires de Pour un Québec lucide, un manifeste signé en 2005 par une douzaine de personnalités québécoises, dont l’ancien premier ministre du Québec Lucien Bouchard. Le document abordait les défis démographiques et économiques futurs de la Belle Province.

## Honneurs
2007 - Concours canadien de journalisme dans la catégorie « Éditorial »
2008 - Concours canadien de journalisme dans la catégorie « Éditorial »
2009 - 3e Prix de la présidence de l'Assemblée nationale pour le livre Qui a raison? Lettres sur l'avenir du Québec
2009 - Médaille de l'Assemblée nationale
2010 - Concours canadien de journalisme dans la catégorie « Éditorial » 